# Юніті (Орегон)
Юніті (англ. Unity) — місто (англ. city) в США, в окрузі Бейкер штату Орегон. Населення — 40 осіб (2020).

## Географія
Юніті розташоване за координатами 44°26′56″ пн. ш. 118°11′10″ зх. д. / 44.44889° пн. ш. 118.18611° зх. д. (44.448947, -118.186116).  За даними Бюро перепису населення США в 2010 році місто мало площу 1,68 км², з яких 1,66 км² — суходіл та 0,02 км² — водойми.

### Клімат
| Клімат : Юніті          | Клімат : Юніті | Клімат : Юніті | Клімат : Юніті | Клімат : Юніті | Клімат : Юніті | Клімат : Юніті | Клімат : Юніті | Клімат : Юніті | Клімат : Юніті | Клімат : Юніті | Клімат : Юніті | Клімат : Юніті | Клімат : Юніті |
| Показник                | Січ.           | Лют.           | Бер.           | Квіт.          | Трав.          | Черв.          | Лип.           | Серп.          | Вер.           | Жовт.          | Лист.          | Груд.          | Рік            |
| Абсолютний максимум, °C | 13,3           | 20,0           | 28,9           | 33,3           | 36,1           | 40,6           | 41,7           | 39,4           | 38,3           | 31,1           | 20,6           | 14,4           | 41,7           |
| Середній максимум, °C   | 0,3            | 4,1            | 8,8            | 14,3           | 19,2           | 23,7           | 29,8           | 29,2           | 23,8           | 16,6           | 7,1            | 1,4            | 14,8           |
| Середній мінімум, °C    | −11,2          | −8,2           | −5,2           | −2,3           | 0,9            | 3,9            | 6,3            | 5,6            | 1,7            | −2,2           | −5,9           | −9             | −2,1           |
| Абсолютний мінімум, °C  | −35,6          | −33,3          | −26,1          | −14,4          | −11,7          | −6,7           | −4,4           | −5,6           | −11,7          | −18,9          | −29,4          | −36,1          | −36,1          |
| Норма опадів, мм        | 29             | 19             | 18             | 17             | 29             | 29             | 13             | 15             | 14             | 16             | 27             | 31             | 258            |
| Днів з опадами          | 9              | 7              | 7              | 6              | 8              | 7              | 4              | 4              | 4              | 5              | 8              | 9              | 78,0           |
| ----------------------- | -------------- | -------------- | -------------- | -------------- | -------------- | -------------- | -------------- | -------------- | -------------- | -------------- | -------------- | -------------- | -------------- |
| Джерело:                |                |                |                |                |                |                |                |                |                |                |                |                |                |

## Демографія
Згідно з переписом 2010 року, у місті мешкала 71 особа в 36 домогосподарствах у складі 20 родин. Густота населення становила 42 особи/км².  Було 58 помешкань (35/км²).
Расовий склад населення:
| - 83,1 % — білих - 12,7 % — азіатів - 4,2 % — корінних американців |

До двох чи більше рас належало 0,0 %. Частка іспаномовних становила 8,5 % від усіх жителів.
За віковим діапазоном населення розподілялося таким чином: 18,3 % — особи молодші 18 років, 57,8 % — особи у віці 18—64 років, 23,9 % — особи у віці 65 років та старші. Медіана віку мешканця становила 49,6 року. На 100 осіб жіночої статі у місті припадало 129,0 чоловіків;  на 100 жінок у віці від 18 років та старших — 114,8 чоловіків також старших 18 років.
Середній дохід на одне домашнє господарство  становив 40 139 доларів США (медіана — 41 250), а середній дохід на одну сім'ю — 51 788 доларів (медіана — 48 929). За межею бідності перебувало 26,0 % осіб, у тому числі 100,0 % дітей у віці до 18 років та 12,5 % осіб у віці 65 років та старших.
Цивільне працевлаштоване населення становило 25 осіб. Основні галузі зайнятості: освіта, охорона здоров'я та соціальна допомога — 40,0 %, транспорт — 20,0 %, роздрібна торгівля — 20,0 %.